# 라네이 채프만
라네이 채프만(Lanei Chapman, 1973년 1월 23일 ~ )은 미국의 배우, 텔레비전 배우, 영화배우이다.
로스앤젤레스에서 태어났다.

## 영화
- 도둑 (2006년)
- 노 브레인 레이스 (2001년) - 메릴 제닝스 역
- 더 디스트릭트 (2000년)
- 저징 에이미 (1999년)
- 스페이스 2063 (1995년)
- 잭슨가의 사람들 (1992년)
- 덩크슛 (1992년)
- 사인필드 (1990년)
- 스타 트렉 - 넥스트 제너레이션 TV 시리즈 (1987년)